# Volkswagen
Volkswagen (tiếng Đức: [ˈfɔlksˌvaːɡn̩] ⓘ; tiếng Anh: /ˈvoʊksvɑːɡən, ˈvɒlkswɑːɡən, -wæɡən, ˈfɒlksvɑːɡən/), viết tắt là VW (tiếng Đức: [faʊ̯ ˈveː] ⓘ), là hãng sản xuất xe hơi Đức, một trong những công ty sản xuất xe hơi lớn nhất thế giới thuộc tập đoàn Volkswagen. Đây là thương hiệu hàng đầu của Tập đoàn Volkswagen, nhà sản xuất ô tô lớn nhất về doanh số bán hàng trên toàn thế giới trong năm 2016 và 2017. Thị trường lớn nhất của tập đoàn là ở Trung Quốc, mang lại 40% doanh thu và lợi nhuận.
Những thương hiệu nổi tiếng trực thuộc hãng bao gồm Audi, Bentley, Skoda, Lamborghini, Bugatti, SEAT, Porsche và Volkswagen.
Cổ phiếu của hãng được yết giá trên thị trường chứng khoán Đức và Tokyo.

## Lịch sử
Volkswagen được thành lập năm 1937 bởi Mặt trận Lao động Đức (Deutsche Arbeitsfront) tại Berlin. Vào đầu những năm 1930, ô tô là một thứ xa xỉ: hầu hết người Đức không thể mua được gì công phu hơn một chiếc xe máy. Cứ 50 người Đức thì có một người sở hữu một chiếc xe hơi. Nhìn thấy một thị trường mới đầy tiềm năng, một số nhà sản xuất ô tô đã bắt đầu các dự án "xe hơi cá nhân" một cách độc lập - Mercedes 170H, Adler AutoBahn, Steyr 55 và Hanomag 1.3L.

Logo của VW trong những năm 1930, chữ cái đầu được bao quanh bởi một bánh răng cách điệu và một cánh quạt quay trông giống như hình chữ vạn

Năm 1934, với nhiều dự án vẫn đang trong giai đoạn phát triển hoặc giai đoạn đầu sản xuất, Adolf Hitler đã tham gia, ông đặt hàng sản xuất một phương tiện cơ bản có khả năng vận chuyển hai người lớn và ba trẻ em với tốc độ 100 km/h (62 mph). Ông muốn tất cả công dân Đức được tiếp cận sở hữu ô tô. "Xe cá nhân" sẽ được phân phối cho công dân của Đế chế thứ ba thông qua kế hoạch tiết kiệm ở mức 990 Reichsmark (tương đương € 3.747 trong năm 2009) - khoản giá của một chiếc xe máy nhỏ (thu nhập trung bình khoảng 32 RM một tuần). VW thành lập năm 1937, là tài sản Chính phủ Đức cho đến khi nó được bán cho Volkswagen Beetle.
Sau Chiến tranh thế giới thứ hai, quân đội Anh nắm quyền kiểm soát nhà máy vốn bị bom đạn tàn phá và khởi động lại dây chuyền sản xuất Beetle. Năm 1948, Chính phủ Anh trao trả lại công ty cho Đức, lúc đó nó được quản lý bởi Heinrich Nordhoff.
Năm 1960, cùng với việc bán phần sở hữu của chính phủ Đức trong tập đoàn, hãng đổi tên thành Volkswagen Aktiengesellschaft. Tên trên được chuyển thành Volkswagen AG ngày 4 tháng 7 năm 1985, để phản ánh sự đa dạng toàn cầu mà nền tảng là trụ sở và nhà máy chính của Volkswagen ở Wolfsburg, Đức. Tập đoàn còn có tên tiếng Anh là Volkswagen Group. Tập đoàn là hãng sản xuất xe hơi thứ tư thế giới. Năm 2005, hãng chiếm 9,1% thị phần toàn cầu với 5,2 triệu xe bán ra.
Tháng 10 năm 2005, Porsche mua 18,53% sở hữu tập đoàn và đến tháng 7 năm 2006 nâng lên 25%. Báo chí cho rằng hành động này là để đề phòng hãng bị thôn tính bởi các chủ đầu tư nước ngoài. Đến cuối năm 2006, Porsche tiếp tục nâng sở hữu trong tập đoàn lên 28% và nhiều nhà bình luận cho rằng khoản đầu tư này phù hợp với chiến lược của Porsche.

## Lãnh đạo qua các thời kì
1. Heinrich Nordhoff
2. Kurt Lotz
3. Rudolf Leiding
4. Toni Schmucker
5. Carl Hahn
6. Ferdinand Piëch
7. Bernd Pischetsrieder
8. Martin Winterkorn
9. Matthias Muller

## Các thương hiệu
Tập đoàn hiện sở hữu các thương hiệu nổi tiếng như:
- Audi (Đức)
- Lamborghini (Italia)
- Bentley (Anh)
- Bugatti (Pháp)
- SEAT (Tây Ban Nha)
- Škoda (Séc)
- Volkswagen (Đức)
- Porsche (Đức, từ năm 2011)
- Suzuki (Nhật, 24% phân khúc xe gắn máy)
- Scania (Thụy Điển, 49,29%)
- MAN (Đức 56%)

Những thương hiệu sau không còn được sử dụng:
1. Auto Union (mặc dù biển tên vẫn được sử dụng trên các xe của Audi)
2. DKW
3. Horch
4. NSU
5. Wanderer

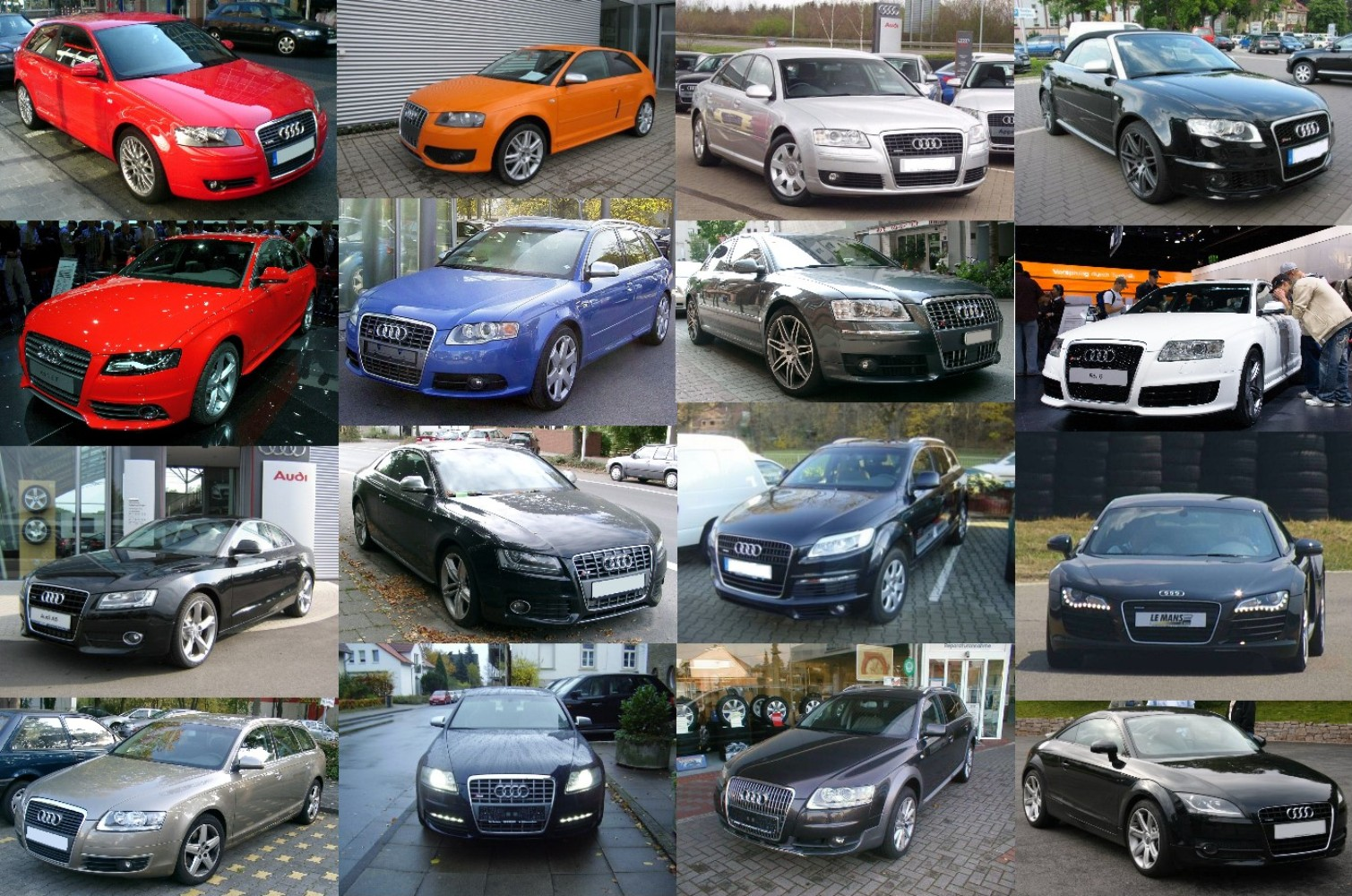
Audi
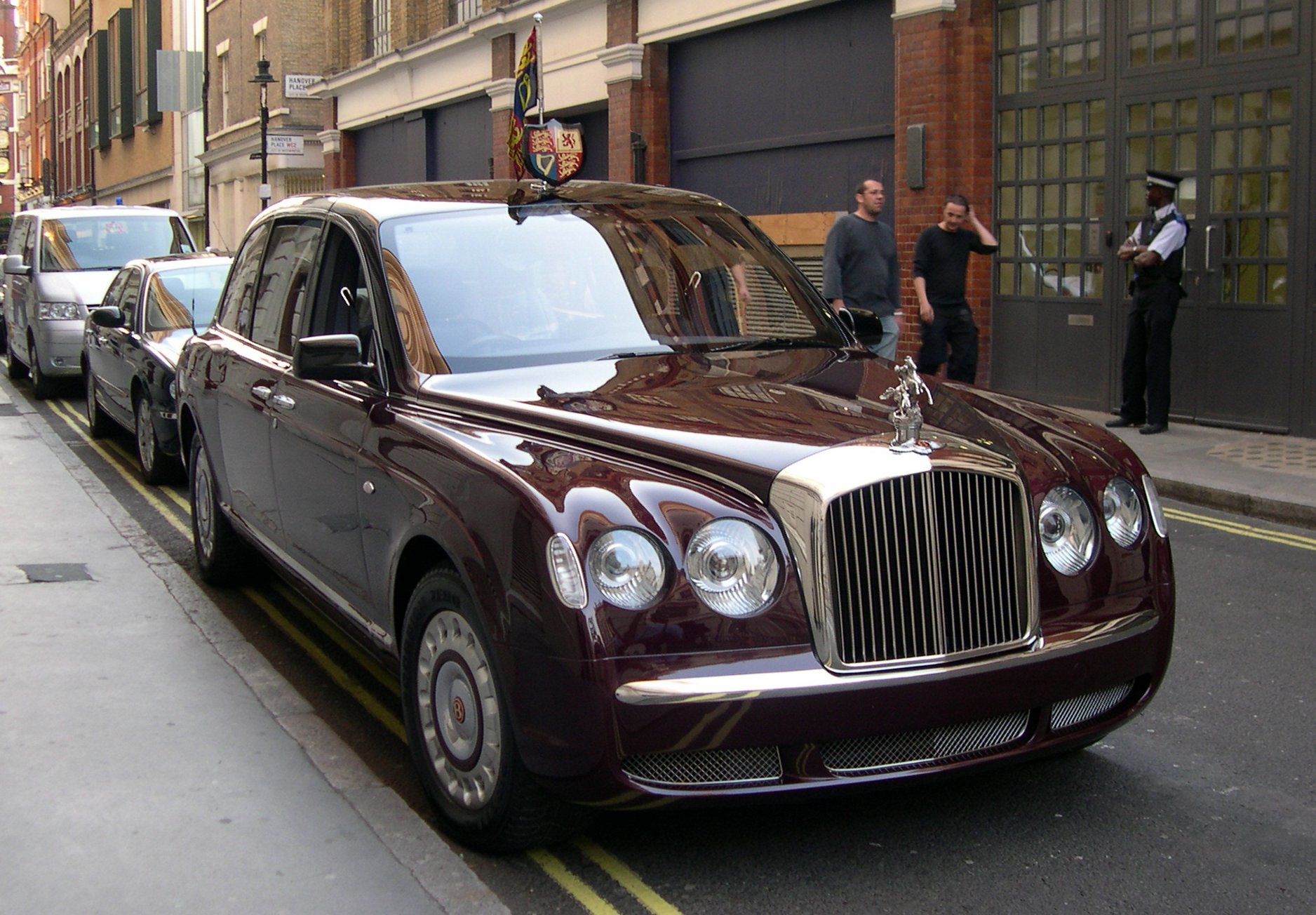
Bentley Limousine
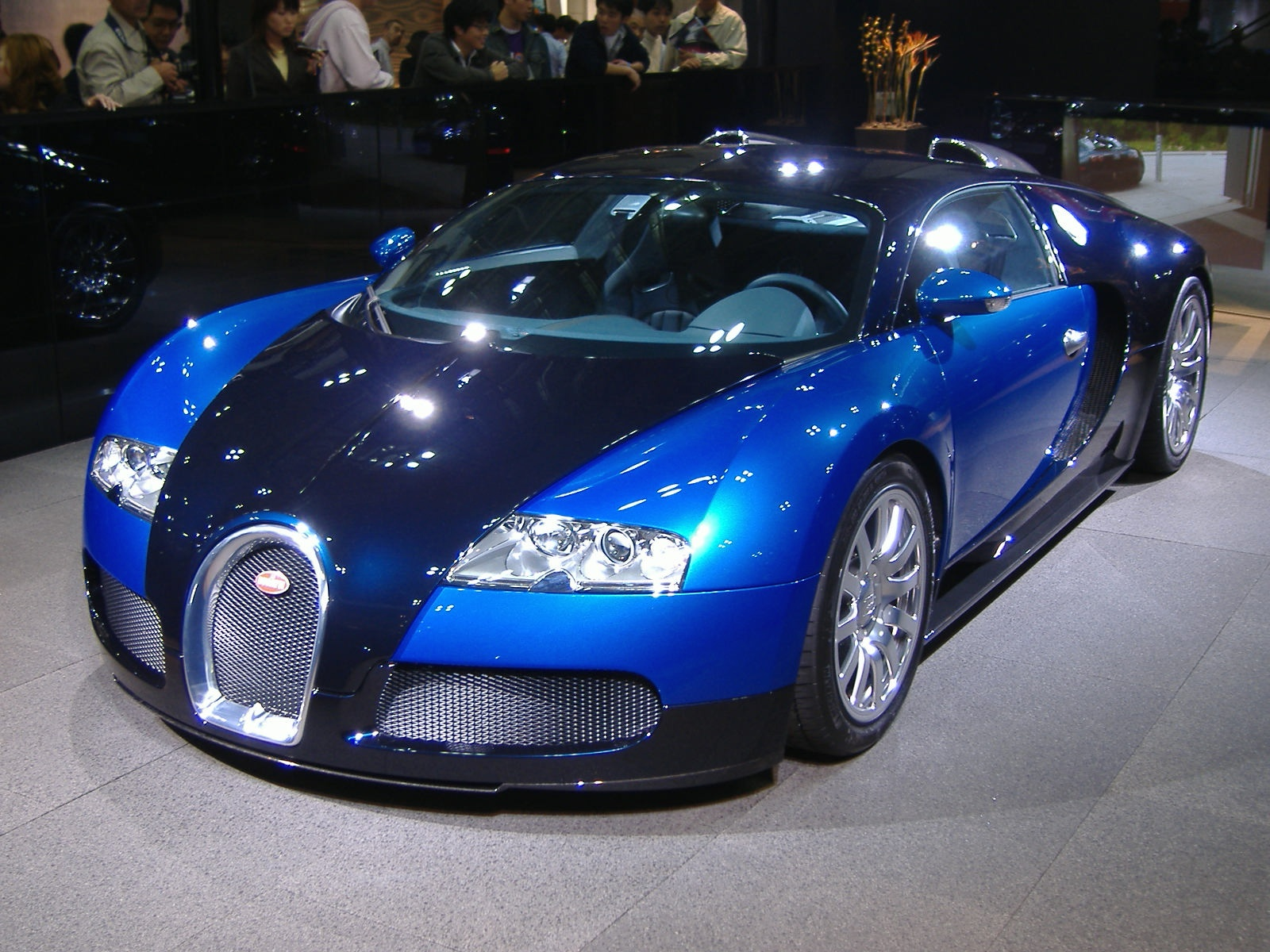
Bugatti Veyron 16.4
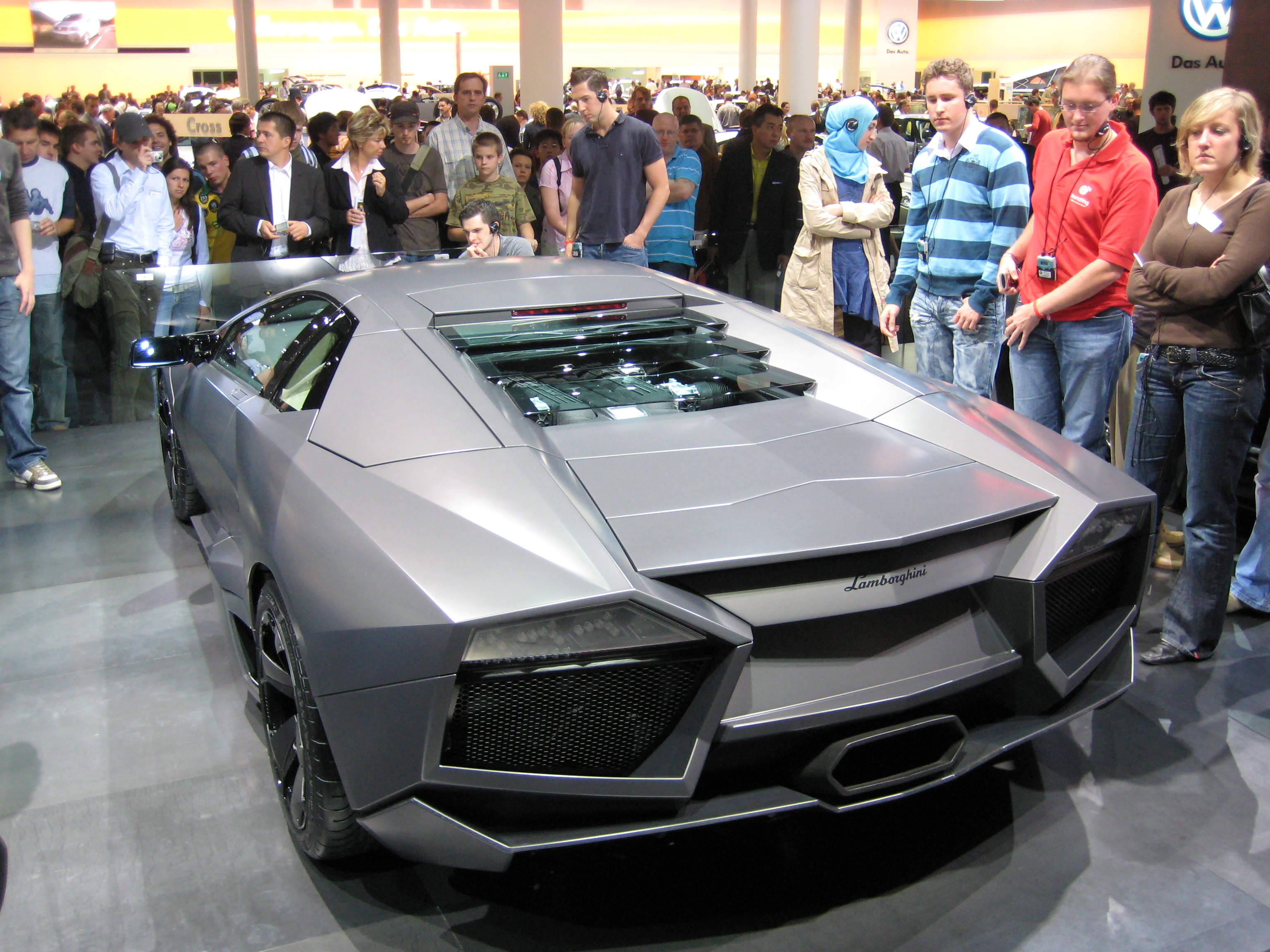
Lamborghini Reventon
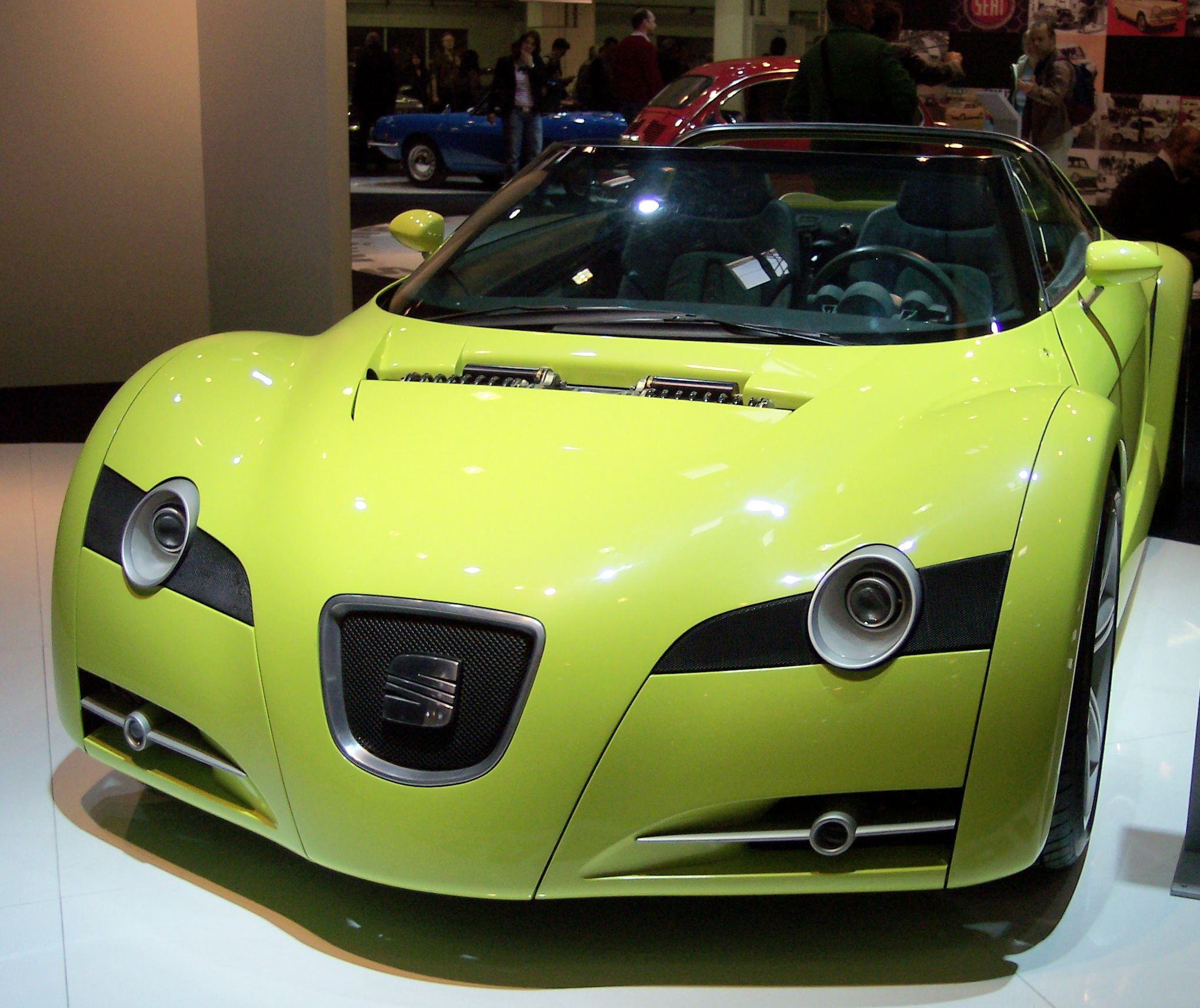
Seat Formula
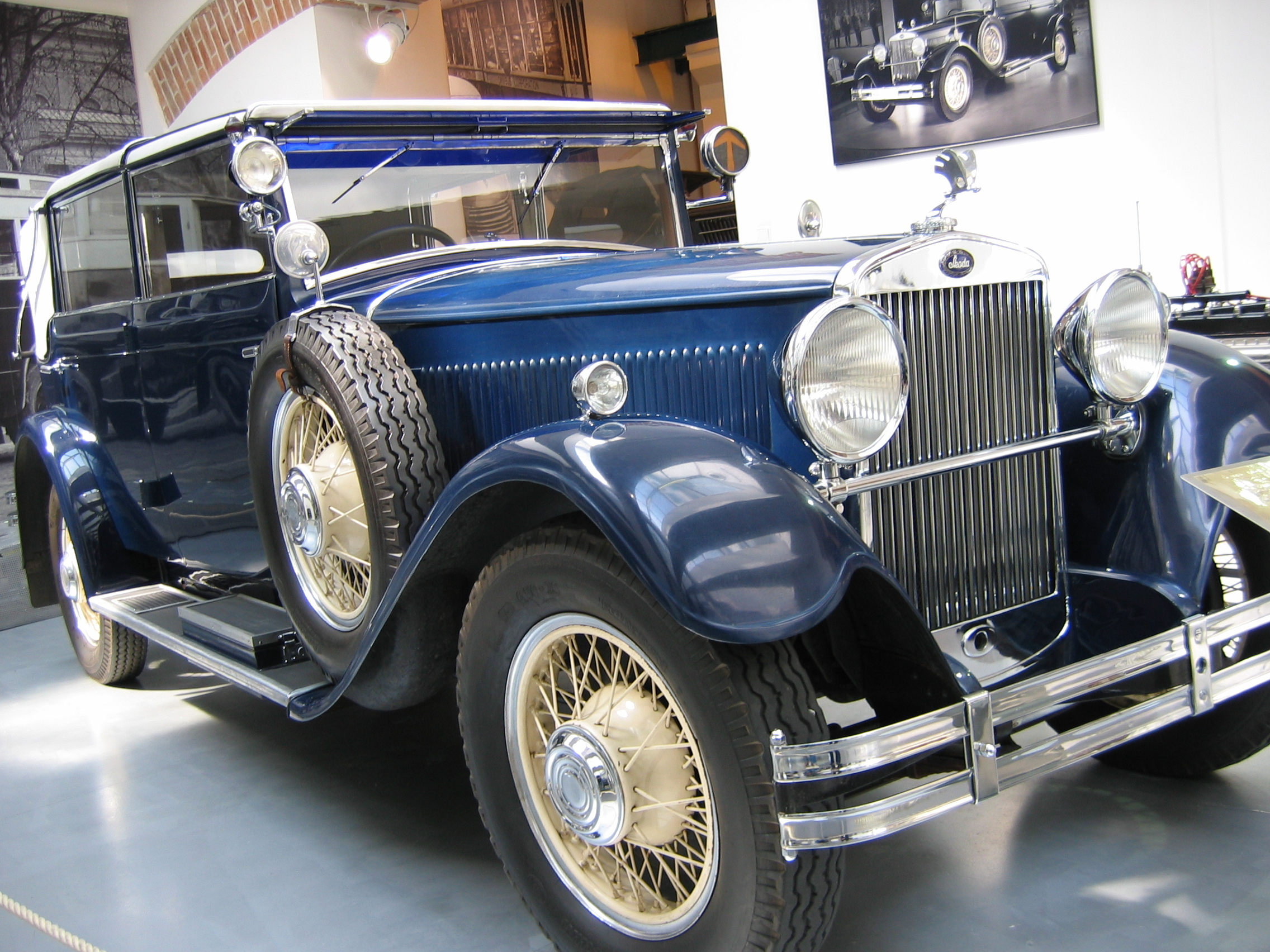
Škoda
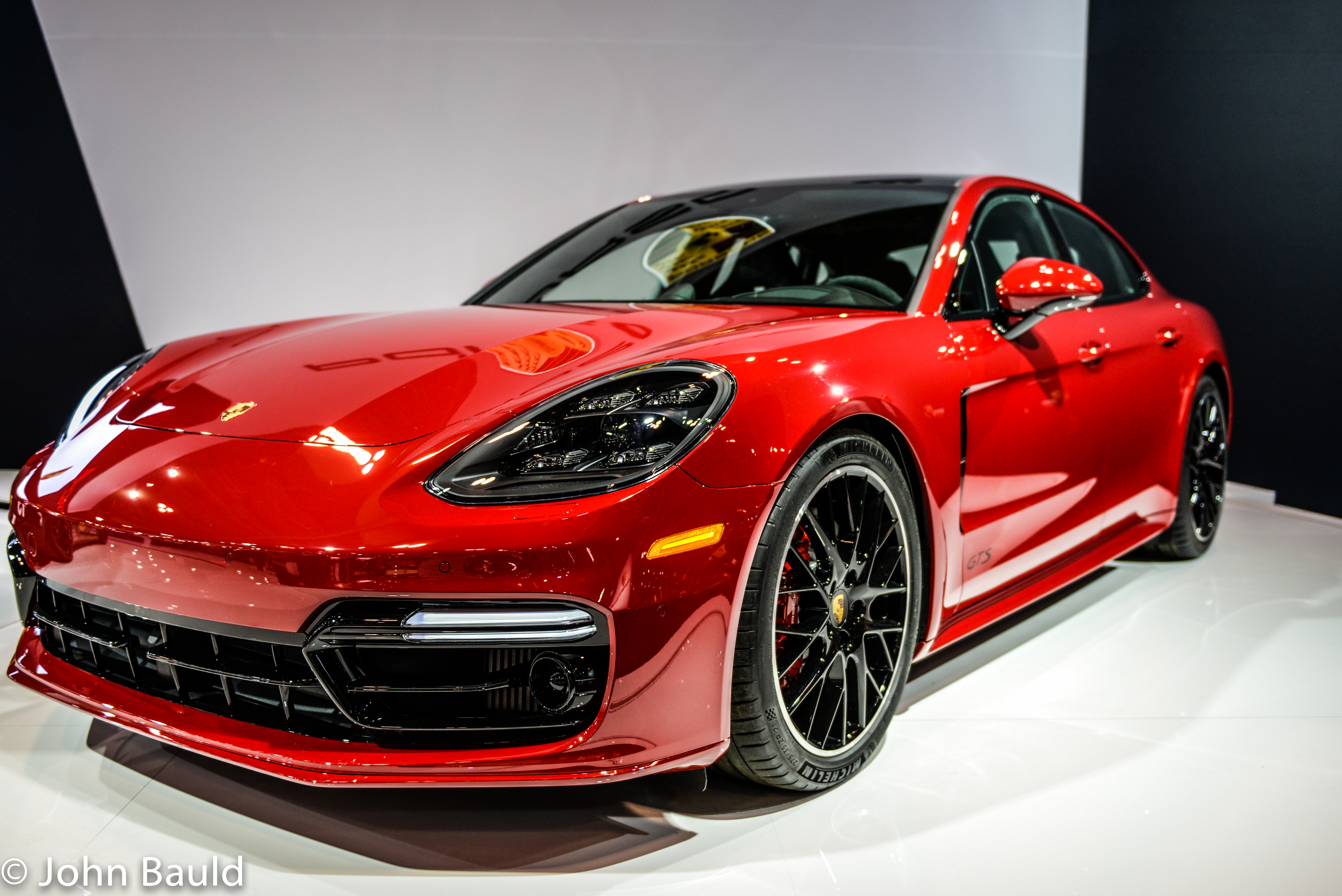
Porsche 971
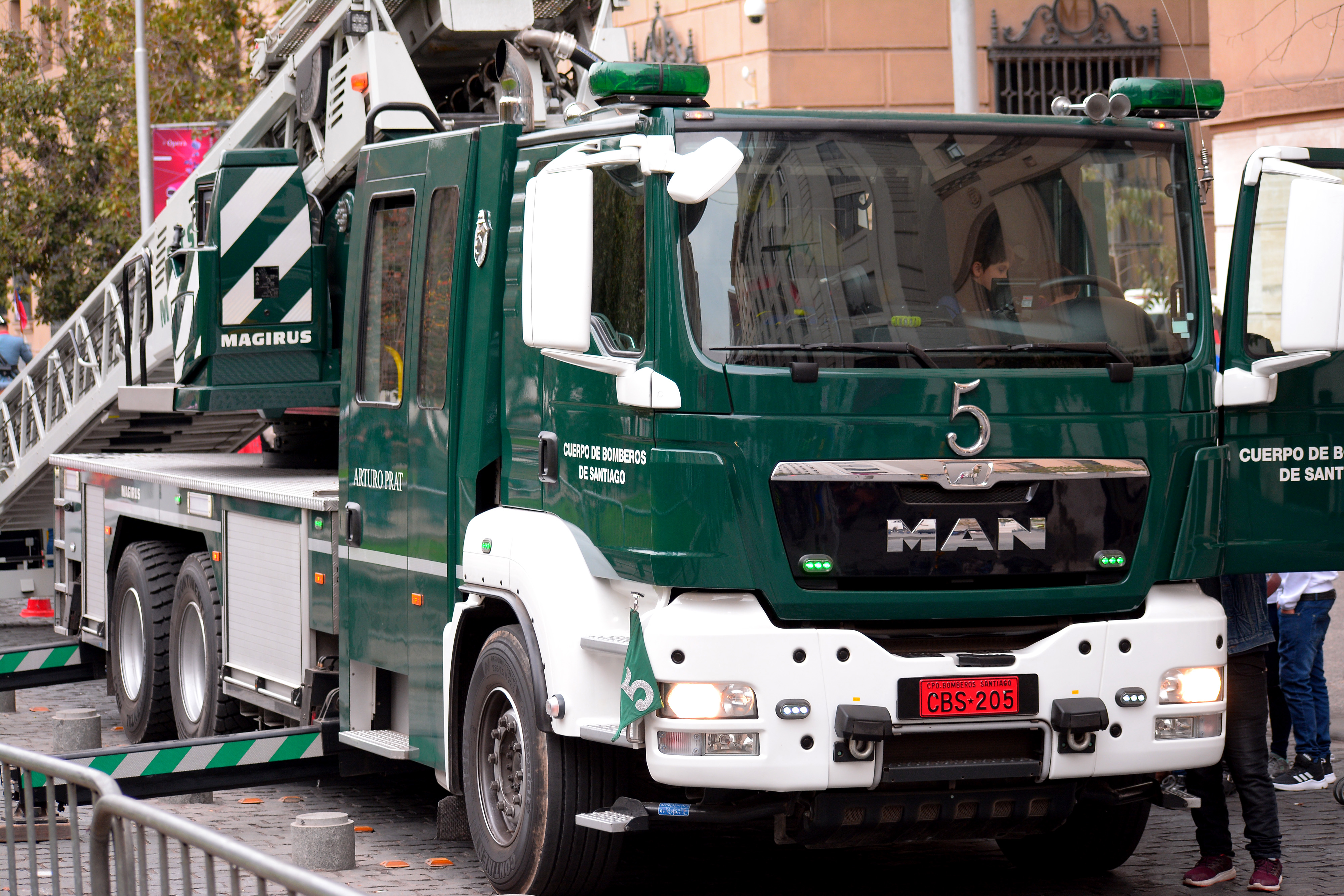
MAN TGS

### Đầu tư vàoProton
Ngày 26 tháng 1 năm 2007, theo nguồn tin từ Malaysia, Volkswagen AG đã ký thoả thuận mua 51% sở hữu tại Proton. Sau đó, nguồn tin trên được kiểm tra lại và thực tế thảo luận giữa Proton và Volkswagen vẫn đang tiến hành. Proton cũng đang tiếp cận tập đoàn General Motors. Dự kiến, đối tác nước ngoài tại Proton sẽ được thông báo cuối tháng Tư này.

### Những đầu tư vàoxe tảihạng nặng
Volkswagen là cổ đông lớn nhất của Scania AB với 16,5% cổ phần và nắm 33,4% quyền bỏ phiếu. Tháng 3 năm 2007, Volkswagen nâng sở hữu lên 20,03% và đạt 35,31% quyền bỏ phiếu.
Ngày 04 tháng 10 năm 2006, Volkswagen mua 15,1% cổ phần hãng xe tải Đức MAN AG, sau đó nâng lên 20%, hãng này sau đó ngỏ ý mua Scania (nhưng sau đó rút lui). Cựu Giám đốc Điều hành Bernd Pischetsrieder và người kế nhiệm Giáo sư, Tiến sĩ Martin Winterkorn dự định hợp nhất MAN, Scania với chi nhánh sản xuất xe tải hạng nặng của Volkswagen tại Brasil, có thể sáp nhập luôn bộ phận sản xuất xe tải nhẹ và xe ben. Bởi với tỉ lệ sở hữu đã có trong MAN và Scania, Volkswagen sẽ có tỉ lệ sở hữu tối thiểu 25,1% trong hãng xe sáp nhập sắp hình thành.

## Các cổ đông chính của Volkswagen AG
1. 32,4% các tổ chức đầu tư nước ngoài.
2. 27,7% các cổ đông tư nhân khác.
3. 27,4% Porsche SE (đang mong muốn tăng lên 29,9%)
4. 14,9% Bang Hạ Saxony, Đức
5. 9,7% các tổ chức đầu tư Đức.